# Suichang
Suichang (遂昌县,  Suìchāng Xiàn) ist ein Kreis der bezirksfreien Stadt Lishui in der südchinesischen Provinz Zhejiang. Er hat eine Fläche von 2.543 km² und zählt 194.385 Einwohner (Stand: Zensus 2020). Ende 2005 betrug di Einwohnerzahl ca. 227.400.

## Administrative Gliederung
Auf Gemeindeebene setzt sich Suichang aus neun Großgemeinden, zehn Gemeinden und einer Nationalitätengemeinde der She zusammen. Sitz der Kreisregierung ist die Großgemeinde Miaogao (妙高镇).